# Duché d'Autriche
1156-–1453
Entités précédentes :
- Margraviat d'Autriche

Entités suivantes :
- Archiduché d'Autriche

Le duché d'Autriche (en allemand : Herzogtum Österreich) fut un État du Saint-Empire romain au Moyen Âge. À l'origine, le margraviat d'Autriche (Ostarrîchi), gouverné par la maison de Babenberg depuis 976, faisait partie du duché de Bavière. Il fut détaché sous la forme d'un duché autonome en l'an 1156 par le Privilegium Minus de l'empereur Frédéric Barberousse. La résidence des ducs d'Autriche était à Vienne.
Après l'extinction de la lignée des Babenberg et la défaite du roi Ottokar II de Bohême à la bataille de Marchfeld en 1278, le duché fut dirigé par les Habsbourg, qui au cours du XIVe siècle étaient également arrivés à la tête de plusieurs pays limitrophes au sud-est de l'Empire. En 1359, le duc Rodolphe IV d'Autriche, à l'aide d'un faux document – le Privilegium Maius – s'est élevé au rang d'archiduc (Erzherzog) ; ce titre fut reconnu par son descendant, l'empereur Frédéric III, en 1453, ce qui marque donc la naissance de l'archiduché d'Autriche, le socle de la monarchie de Habsbourg.

## Histoire

### Maison de Babenberg

Extension du fief héréditaire d'Autriche de 976 à 1192

Au XIIe siècle, les margraves d'Autriche règnent sur les domaines le long du Danube, s'étendant de Passau en Bavière jusqu'à la frange orientale de l'Empire au royaume de Hongrie. Leur gouvernement est ambitieux; en promouvant le défrichement et la colonisation des terres incultes ils réussissent à fonder une seigneurie autonome. En 1106, le margrave Léopold III établit des liens de parenté avec la maison impériale franconienne en vertu de son mariage avec Agnès, fille de l'empereur Henri IV. Peu après, il soutient activement son beau-frère Henri V dans la lutte contre son père. Léopold est le fondateur de nombreux monastères, dont celui de Klosterneuburg, et sera canonisé.
Après l'accession de la maison de Hohenstaufen au trône impérial, les margraves d'Autriche demeurèrent loyaux.
Dans le conflit des Hohenstaufen avec la dynastie des Welf, le roi Conrad III destitue le duc Henri X de Bavière et assigne le fief au margrave Léopold IV, devenu duc de Bavière sous le nom de Léopold Ier en 1139. Toutefois, en 1156, après plusieurs années de litige, le successeur de Conrad, l'empereur Frédéric Barberousse, veut mettre un terme aux disputes. Il rend donc le duché au duc Henri le Lion, de la maison de Welf. Comme une compensation, le 8 septembre 1156 le Privilegium Minus est promulgué à la diète de Ratisbonne en faveur d'Henri II de Babenberg, le frère et successeur de Léopold, qui a dû restituer la Bavière. Il prend donc le titre de « duc d'Autriche ». Généralement considérée comme une défaite des Babenberg à l'époque, cette élévation est toutefois en quelque sorte l'« acte fondateur » de l'État autrichien.
Le duc Henri II, dit Jasomirgott, établit sa résidence à Vienne. En 1186, il signe le traité de Georgenberg (Georgenberger Handfeste) avec le duc Ottokar IV de Styrie, concernant la succession de son duché. Au décès d'Ottokar sans enfants, en 1192, les deux pays passent sous l'autorité de la maison de Babenberg. Sous le règne du duc Léopold IV dit le Glorieux, de 1198 à 1230, l'Autriche connaît une floraison d'un développement économique et culturel remarquable ; il en résulte l'apogée du Minnesang à la cour autrichienne et plusieurs œuvres d'art extraordinaires qui ornent les premières églises gothiques. Néanmoins, son fils et successeur Frédéric II le Querelleur se fâche avec le roi Béla IV de Hongrie et meurt dans une bataille sur les rives de la Leitha en 1246, sans laisser un successeur.

### Maison de Habsbourg
Dans les circonstances du Grand Interrègne, les duchés d'Autriche et Styrie, laissés libres par l’extinction de la dynastie des Babenberg, sont devenues un objet du litige. Dans la résolution de la crise, la noblesse a appelé le roi Ottokar II de Bohême, qui aussi avait l'intention d'être élu roi des Romains. Toutefois, son adversaire Rodolphe de Habsbourg, élu roi en 1273, exigea la restitution des duchés et remporta la victoire contre lui dans la bataille de Marchfeld. En 1282, Rodolphe persuade les princes-électeurs de ratifier la cession des duchés d’Autriche et de celui de Styrie à ses fils Albert en acquérant le statut de prince du Saint-Empire. C'est le début de la présence des Habsbourg sur l'Autriche; la dynastie gouverna le pays les 636 années suivantes.

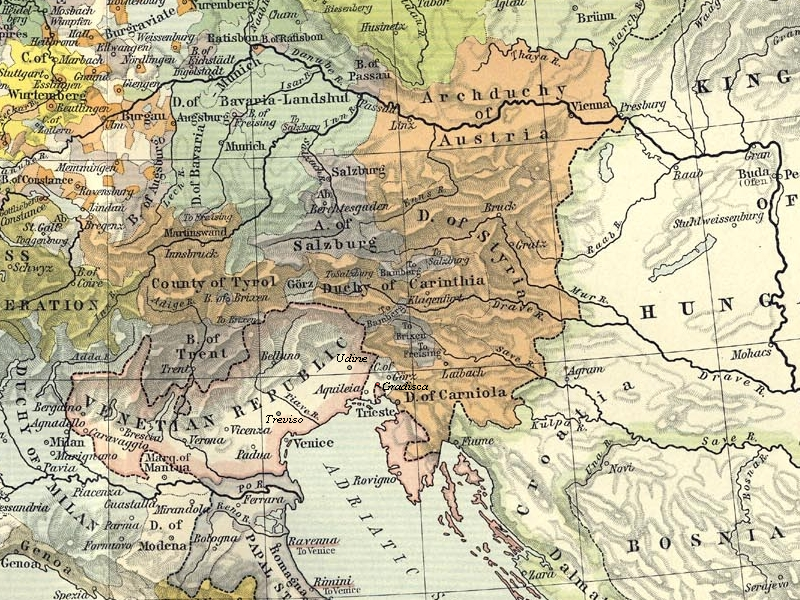
Carte des territoires gouvernés par les Habsbourg vers l'an 1477 (en orange) : l'archiduché d'Autriche au nord-est, les duchés de Styrie, Carinthie et Carniole au sud, ainsi que le Tyrol à l'ouest.

Sous le règne des premiers Habsbourg, le duché a été la scène de l'Inquisition, qui était principalement dirigée contre les vaudois. En 1335, la dynastie put s'assurer l'héritage de la maison de Goritz (Meinhardiner) dans le duché de Carinthie et la marche de Carniole. En 1353 le duc Rodolphe IV d'Autriche dit le Fondateur a également conclu des accords avec la comtesse Marguerite de Goritz sur la succession dans le Tyrol. Cependant, un plus grand espace fermé et base de pouvoir était né au sud-est du Saint-Empire. 
Pour devenir l'égal des princes-électeurs nommés par la Bulle d'or de 1356, promulguée par l'empereur Charles IV, Rodolphe IV lui-même a érigé son duché en archiduché d'Autriche à titre exclusif pour les Habsbourg par le Privilegium Maius en 1359. Toutefois, cet acte n'émanant pas de l'empereur fut considéré comme faux par les contemporains dont l'humaniste Francesco Petrarca. Ce n'est qu'en 1453 que le titre fut reconnu et officialisé par Frédéric III de Habsbourg, alors à la tête du Saint-Empire.
Rodolphe avait également établi l'indivisibilité des pays habsbourgeois; néanmoins, après son décès soudain, ses jeunes frères, les ducs Albert III et Léopold III d'Autriche, ont conclu le traité de Neuberg en 1379, séparant leurs possessions territoriales : Albert reçut le duché d'Autriche, tandis que Léopold obtenait l'Autriche intérieure, comprenant les duchés de Styrie, Carinthie et Carniole avec la marche windique et les possessions sur la côte adriatique (Duino et l'Istrie), ainsi que le Tyrol et l'Autriche antérieure. La division en une lignée albertine, d'une part, et en une lignée léopldienne, d'autre, affaiblit le pouvoir de la dynastie des Habsbourg. Après l'extinction de la branche albertine en 1457, l'empereur Frédéric III, finalement, fut capable de réunifier tous les pays sous sa tutelle jusqu'en 1490.

## Ducs d'Autriche

### Babenberg
- 1156-1177 : Henri II Jasomirgott, duc d'Autriche
- 1177-1194 : Léopold V le Vieux, duc d'Autriche et duc de Styrie à partir de 1192
- 1194-1198 : Frédéric Ier le Catholique, duc d'Autriche
- 1198-1230 : Léopold VI le Glorieux, duc d'Autriche et duc de Styrie depuis 1194
- 1230-1246 : Frédéric II le Querelleur, duc d'Autriche et de Styrie

### Interrègne
- 1246-1251 : Gertrude de Babenberg, nièce de Frédéric II, duchesse titulaire
- 1251-1276 : Ottokar II de Bohême

### Habsbourg
- 1276-1282 : Rodolphe Ier
- 1282-1308 : Albert Ier, duc d'Autriche et de Styrie
  - 1282-1283 : Rodolphe II, frère, duc d'Autriche et de Styrie, puis régent de l'Autriche antérieure
  - 1298-1306 : Rodolphe III, fils, duc d'Autriche et de Styrie
- 1308-1330 : Frédéric III le Bel, duc d'Autriche et de Styrie
  - 1308-1326 : Léopold Ier le Glorieux, frère, duc d'Autriche et de Styrie
- 1330-1358 : Albert II le Sage, duc d'Autriche et de Styrie, duc de Carinthie à partir de 1335
  - 1330-1339 Othon le Joyeux, frère, duc d'Autriche, de Styrie et de Carinthie
- 1368-1365 : Rodolphe IV le Fondateur, duc d'Autriche, de Styrie et de Carinthie, comte de Tyrol à partir de 1363

### Branche albertine des Habsbourg
- 1365-1395 : Albert III, duc d'Autriche
- 1395-1404 : Albert IV, duc d'Autriche
- 1404-1439 : Albert V, duc d'Autriche, roi des Romains (sous le nom Albert II) à partir de 1438
- 1440-1457 : Ladislas le Posthume, duc d'Autriche